# Ènnec Bonfill
Fou un senyor feudal del segle X-XI, conegut com Ènnec Bonfill, senyor de Cervelló o Ènnyec Bonfill de Gelida.
Fill del vicari comtal Sendred (fundador de la casa dels Castellvell) i de Truitelda. El seu germà fou Unifred Amat.
El seu pare Sendred, vicari comtal el 940, va establir el seu llinatge a Castellví de Rosanes y a Cervelló.
L’any 904, el comte Guifre Borrell, que residia al castell de Cervelló, amb assistència del bisbe Teuderic de Barcelona i de l’abat Donadeu de Sant Cugat, va organitzar el repoblament de la zona. A partir d’aquest moment, la relació entre el castell i el monestir de Sant Cugat del Vallès fou estreta, ja que el monestir era l’encarregat de controlar totes les possessions eclesiàstiques de la vall.
El 996 Ènnec Bonfill permuta amb el bisbe Aeci (995-1010) els delmes del seu alou a Banyols, entre la via pública que va «pertot» i que desde Sants dona accés a Provenzana i la vía que va a la llacuna  «Lanaria» (Sant Boi) i «pertot».
Adquireix el castell de Cervelló que limita a l’est amb el riu Llobregat, al sud amb el terme d’Eramprunyà o en terme de “ipso Lauro” que va a la torre d’Eles, a ponent amb el terme d’Olèrdola i al nord amb el terme d’Olèrdola o de Subirats o Gelida. S’exceptuen les propietats de Sant Cugat, de Sant Miquel (església de Barcelona) i de Sant Pere de les Puel·les.
L'església de Sant Pere i el castell de Masquefa van ser comprats per Ennyec Bonfill de Gelida al comte Miró l'any 963.El 998  permuta el castell de Masquefa amb el monestir de Sant Cugat del Vallès. Ènnec Bonfill acabarà venent totes les seves propietats a canvi de quedar-se com a únic senyor del Castell de Gelida.
Fou el primer senyor de Gelida i Procurador de la Casa Comtal de Barcelona.
El terme del castell de Masquefa apareix documentat diverses vegades al llarg del segle X. Tot i aixo, la primera notícia referent a l'esmentat castell és aquesta de l'any 963.